# Austrocordulia refracta
Austrocordulia refracta är en trollsländeart. Austrocordulia refracta ingår i släktet Austrocordulia och familjen skimmertrollsländor.

## Underarter
Arten delas in i följande underarter:
- A. r. refracta
- A. r. jurzitzai

## Bildgalleri

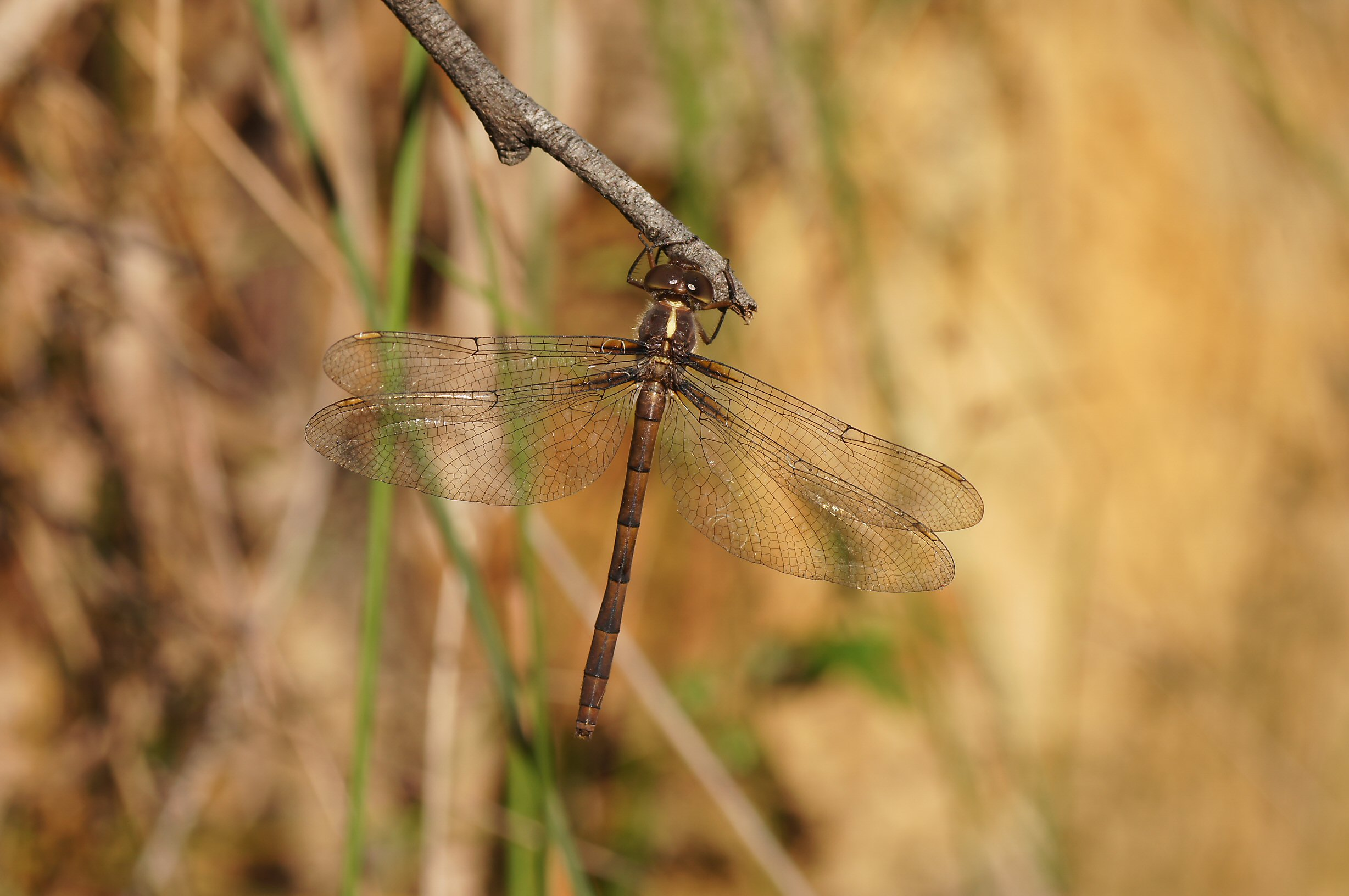
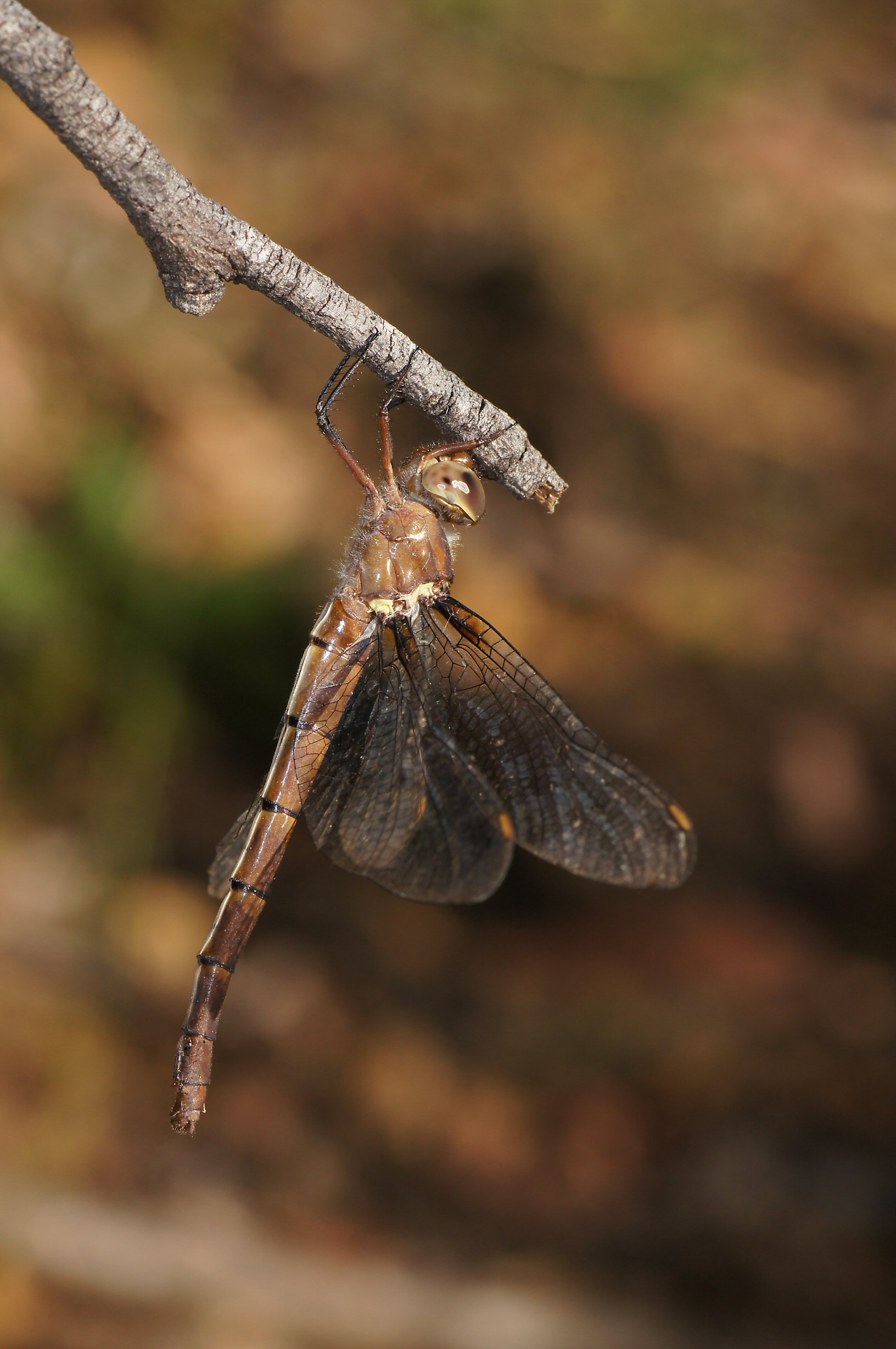
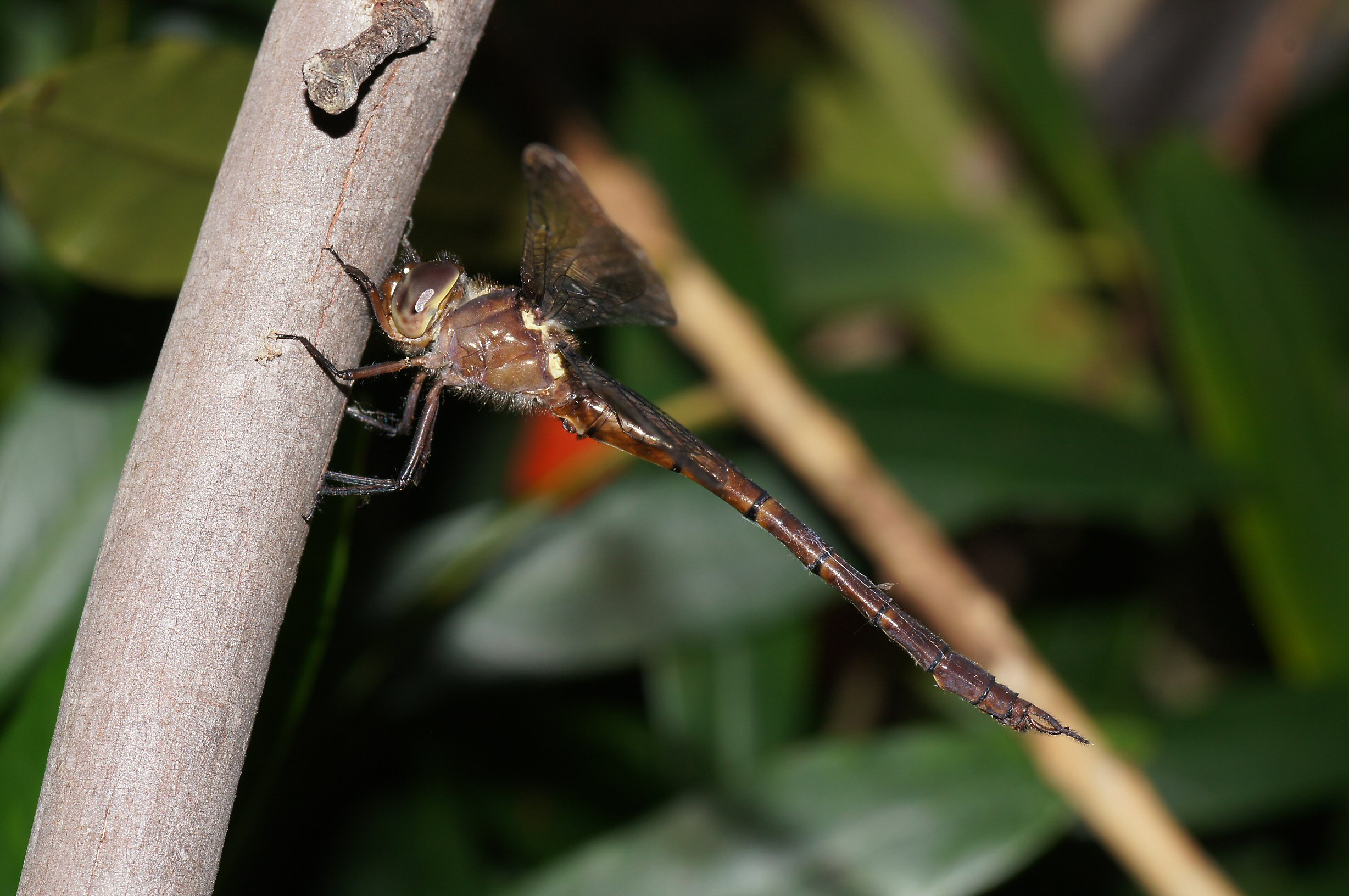